# 东海东京证券

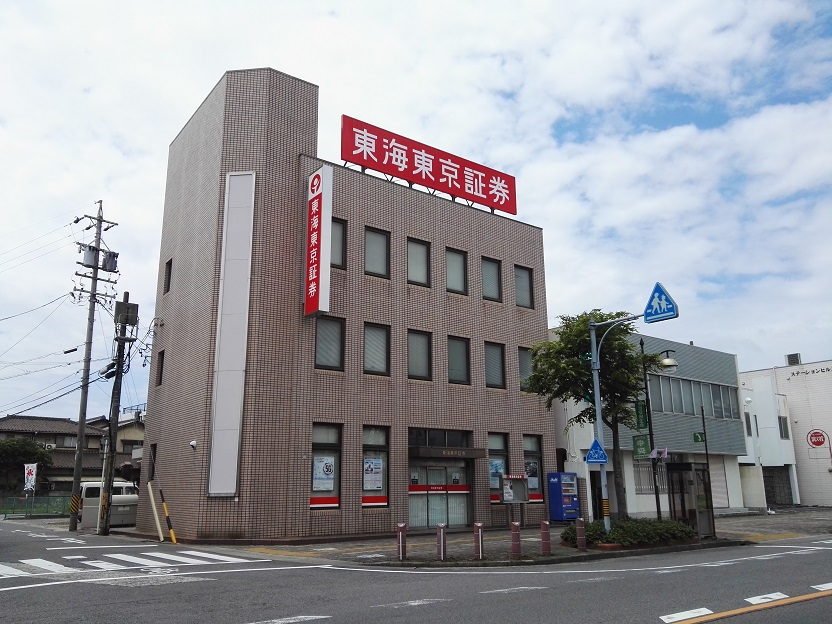

东海东京证券（英語：Tokai Tokyo Securities Co., Ltd.）是一家日本证券公司，隶属于东海东京金融控股。

## 历史
1996年由东海证券和丸万证券合并而成，2000年又由东京证券合并而成，更名为现在名字。2008年10月分割业务成立子公司，2009年4月商号变更，2010年4月将总部从东京都日本桥转移到名古屋市中村区中部地方广场大厦。2019年合并高木证券。